# ابی کورنیش
ابی کورنیش (به انگلیسی: Abbie Cornish) (زاده ۷ اوت ۱۹۸۲) بازیگر و خواننده استرالیایی است.

## زندگی شخصی
کورنیش در نیوساوت ولز زاده شد، او دومین فرزند از پنج فرزند شلی و بری کورنیش است. خواهر او، ایزابل کورنیش، نیز یک بازیگر است. او قبل از رفتن به نیوکاسل، درمزعه ای ۷۰ هکتاری در نیو ساوت ولز، رشد کرد.

## بخشی از فیلمشناسی
از فیلم‌ها یا برنامه‌های تلویزیونی که وی در آن نقش داشته است می‌توان به آثار زیر اشاره کرد.

### سینمایی
- ماسک میمون (۲۰۰۰)
- اسب‌بازی (۲۰۰۳)
- یک روز عالی (۲۰۰۴)
- پشتک (۲۰۰۴)
- آب‌نبات (۲۰۰۶)
- یک سال خوب (۲۰۰۶)
- حد ضرر (۲۰۰۸)
- الیزابت: دوران طلایی (۲۰۰۷)
- ستاره فروزان (۲۰۰۹)
- افسانه محافظان: جغدهای گاهول (۲۰۱۰)
- دابلیو.ئی. (۲۰۱۱)
- نامحدود (۲۰۱۱)
- مشت ناگهانی (۲۰۱۱)
- دختر (۲۰۱۲)
- هفت روانی (۲۰۱۲)
- پلیس آهنی (۲۰۱۴)
- تسلی خاطر (۲۰۱۵)
- اسطوخودوس (۲۰۱۶)
- دختری که بوسیدن را اختراع کرد (۲۰۱۷)
- ۶ روز (۲۰۱۷)
- سه بیلبورد خارج از ابینگ، میزوری (۲۰۱۷)
- طوفان جهانی (۲۰۱۷)
- جایی که دست‌ها لمس می‌کنند (۲۰۱۸)
- کامل (۲۰۱۸)
- هنرمند درجه یک (۲۰۲۱)
- خاموشی

### تلویزیونی
- کلوندایک (۲۰۱۴)

## افتخارات
ابی کورنیش به عنوان یکی از زیباترین زنان جهان در لیست جهانی BWC ثبت شده است.